# Porphyrinia glyphicata
Porphyrinia glyphicata là một loài bướm đêm trong họ Noctuidae.